# Gemma Romero Goday
Gemma Romero Goday (Barcelona, 1953) és una pintora i aquarel·lista catalana.
Romero Goday va estudiar Arts plàstiques amb el pintor Josep Maria Martínez Lozano, a Llançà, i a l'Escola de Belles Arts La Llotja de Barcelona, i ceràmica amb l'escultor Joan Cots. És membre del Reial Cercle Artístic de Barcelona, de l'Agrupació d'Aquarel·listes de Girona, i també membre fundadora del del Col·lectiu de Pintors de Portbou. Entre els anys 2010 i 2016 va impartir classes d'aquarel·la a l'Escola d’Art J. Martínez Lozano. Romero viu i treballa a Portbou, població amb la qual s'identifica com originària, malgrat haver nascut a Barcelona l'any 1953 per motius laborals dels seus pares, tots dos de Colera. En la seva obra artística s'ha decantat especialment per l'aquarel·la, que l'ha portat a crear una obra de climes i gran profunditat. Des que el 1989 començà a exposar, ho ha fet a Catalunya, a ciutats com Barcelona i Girona, entre d'altres, però també a França, a Andorra, a Madrid i a Houston. La seva obra ha estat premiada en concursos tant en tècnica de pintura a l'oli com d'aquarel·la.
Entre les seves darreres exposicions, destaquen ‘Aiguamolls de l'Empordà’, al Museu de l'Aquarel·la de Llançà que va tenir lloc entre el desembre del 2020 i el març de 2021 inclosa en la convocatòria col·lectiva 'Pinzell d'Or' organitzada per la Agrupació d'Aquarel·listes de Girona; i també "Somnis de Walter Benjamin", de l'octubre del 2023 al 2024, al Museu d'Història dels Jueus de Girona. Aquesta exposició reuneix vint-i-un poemes plàstics, tots ells creats a Portbou l'any 2018, en què les paraules i l'obra de Walter Benjamin serveixen d'inspiració en la creació de Romero Goday. Hi són presents les ombres, els paisatges nocturns, algunes figures humanes, la por, el buit i, sovint, la llum de la lluna i el seu influx.
Dins de la seva producció, cal destacar també la col·labopració amb Roger Costa-Pau amb les il·lustracions que acompanyen el seu llibre de poemes de I en qui, l'ofec.